# Saginaw (Teksas)
Saginaw – miasto w Stanach Zjednoczonych, w stanie Teksas, w hrabstwie Tarrant, leżące na przedmieściach Fort Worth.

## Demografia
Według przeprowadzonego przez United States Census Bureau spisu powszechnego w 2010 roku miasto liczyło 19 806 mieszkańców. Natomiast skład etniczny w mieście wyglądał następująco: Biali 83,0%, Afroamerykanie 4,3%, Azjaci 1,8%, pozostali 10,9%.